# Hesperydyna
Hesperydyna – organiczny związek chemiczny będący glikozydem hesperetyny zaliczanej do flawanonów będących rodzajem flawonoidów. Dawniej nazywana witaminą P2. Występuje w dużych ilościach w owocach cytrusów. Nazwa związku pochodzi od greckich nimf ogrodów – Hesperyd.

## Występowanie
Hesperydyna w dużych ilościach jest zawarta w cytrynach i pomarańczach. Najwyższe jej stężenia są w białym miąższu skórki cytryny. Związek znajduje się także w zielonych warzywach. Duże jej ilości zawierają słodkie pomarańcze i tangelo.

## Farmakologia
Ma właściwości przeciwutleniające, przeciwzapalne, hipolipidemiczne, ochronne naczyń krwionośnych, antynowotworowe i obniżające poziom cholesterolu. Hesperydyna poprawia stan naczyń włosowatych, zmniejszając ich przepuszczalność. Hesperydyna działa synergistycznie do witaminy C na stan kolagenu. Wykazano również, że może działać hamująco na ubytek tkanki kostnej (osteoporoza) oraz redukować liczbę lipidów w surowicy krwi i w wątrobie u samic myszy po usunięciu jajników.